# Équipe de Turquie de football à la Coupe des confédérations 2003
L'équipe de Turquie de football participe à sa 1re Coupe des confédérations lors de l'édition 2003 qui se tient en France du 18 juin 2003 au 29 juin 2003. Elle se rend à la compétition en tant 3e de la Coupe du monde 2002 après le désistement de l'Allemagne (finaliste de la Coupe du monde 2002).

## Résultats

### Phase de groupe
|   | Équipe     | Pts | J | G | N | P | BP | BC | Diff |
| - | ---------- | --- | - | - | - | - | -- | -- | ---- |
| 1 | Cameroun   | 7   | 3 | 2 | 1 | 0 | 2  | 0  | +2   |
| 2 | Turquie    | 4   | 3 | 1 | 1 | 1 | 4  | 4  | 0    |
| 3 | Brésil     | 4   | 3 | 1 | 1 | 1 | 3  | 3  | 0    |
| 4 | États-Unis | 1   | 3 | 0 | 1 | 2 | 1  | 3  | -2   |

| 19 juin 2003 | Turquie  | 2 | 1 | États-Unis |
| 21 juin 2003 | Cameroun | 1 | 0 | Turquie    |
| 23 juin 2003 | Turquie  | 2 | 2 | Brésil     |

| 19 juin 2003 19:00        | Turquie                            | 2 - 1 | États-Unis  | Stade Geoffroy-Guichard, Saint-Étienne           |                                                  |
| Historique des rencontres | Okan Yılmaz 40e (pen) · Tuncay 73e |       | Beasley 37e | Spectateurs : 16 944 Arbitrage : Jorge Larrionda | Spectateurs : 16 944 Arbitrage : Jorge Larrionda |
| Historique des rencontres | (Rapport)                          |       |             | Spectateurs : 16 944 Arbitrage : Jorge Larrionda | Spectateurs : 16 944 Arbitrage : Jorge Larrionda |

| 21 juin 2003 19:00        | Cameroun           | 1 - 0 | Turquie | Stade de France, Saint-Denis                     |                                                  |
| Historique des rencontres | Geremi 90+1e (pen) |       |         | Spectateurs : 43 743 Arbitrage : Carlos Amarilla | Spectateurs : 43 743 Arbitrage : Carlos Amarilla |
| Historique des rencontres | (Rapport)          |       |         | Spectateurs : 43 743 Arbitrage : Carlos Amarilla | Spectateurs : 43 743 Arbitrage : Carlos Amarilla |

| 23 juin 2003 21:00        | Brésil                 | 2 - 2 | Turquie                        | Stade Geoffroy-Guichard, Saint-Étienne       |                                              |
| Historique des rencontres | Adriano 23e · Alex 93' |       | Gökdeniz 53e · Okan Yılmaz 81e | Spectateurs : 29 170 Arbitrage : Markus Merk | Spectateurs : 29 170 Arbitrage : Markus Merk |
| Historique des rencontres | (Rapport)              |       |                                | Spectateurs : 29 170 Arbitrage : Markus Merk | Spectateurs : 29 170 Arbitrage : Markus Merk |

### Demi-finale
| 26 juin 2003                      | France | 3 - 2   | Turquie | Stade de France, Saint-Denis                       |                                                    |
| 21:00 · Historique des rencontres | Henry 11e · Pirès 26e · Wiltord 43e |         | Gökdeniz 42e · Tuncay 48e | Spectateurs : 41 195 Arbitrage : Jorge Larrionda \ | Spectateurs : 41 195 Arbitrage : Jorge Larrionda \ |
| 21:00 · Historique des rencontres | (Rapport) |         | | Spectateurs : 41 195 Arbitrage : Jorge Larrionda \ | Spectateurs : 41 195 Arbitrage : Jorge Larrionda \ |
| 21:00 · Historique des rencontres | Coupet - Thuram, Silvestre 44e, Desailly , Gallas - Dacourt, Pirès ( 70e Kapo 75e), Pedretti 6e, Govou ( 66e Cissé) - Henry, Wiltord ( 78e Giuly 82e) \ | Équipes | Recber ( 36e Catkic) - Korkmaz 75e, Fatih Akyel 35e, Ozalan, Penbe - Tuncay, Şahin ( 85e Arslan), Karadeniz, Ibrahim Üzülmez - Yilmaz, Basturk ( 81e Ates) | Spectateurs : 41 195 Arbitrage : Jorge Larrionda \ | Spectateurs : 41 195 Arbitrage : Jorge Larrionda \ |

### Match pour la3eplace
| 28 juin 2003                      | Colombie | 1 - 2   | Turquie | Stade Geoffroy-Guichard, Saint-Étienne       |                                              |
| 18:00 · Historique des rencontres | Hernández 63e |         | Tuncay 2e · Okan Yılmaz 86e | Spectateurs : 18 237 Arbitrage : Mark Shield | Spectateurs : 18 237 Arbitrage : Mark Shield |
| 18:00 · Historique des rencontres | (Rapport) |         | | Spectateurs : 18 237 Arbitrage : Mark Shield | Spectateurs : 18 237 Arbitrage : Mark Shield |
| 18:00 · Historique des rencontres | O.Cordoba - I.Cordoba , Yepes, Becerra ( 41e Arriaga), Patiño - Velazquez, J.Lopez ( 28e Valentierra), Bedoya, Martinez 33e - Aristizabal, Hernandez | Équipes | Çatkıç 89e - Sonkaya ( 60e Şahin), Balci, Baris, Üzülmez 33e - Arslan ( 87e Penbe), Ates ( 66e Okan Yılmaz), Cetin 20e, Toraman - Tuncay 57e, Karadeniz | Spectateurs : 18 237 Arbitrage : Mark Shield | Spectateurs : 18 237 Arbitrage : Mark Shield |

## Effectif
Sélectionneur :  Şenol Güneş
| No. | Pos.      | Joueur             | Date de naissance et âge | Sélec. | Club                               |
| --- | --------- | ------------------ | ------------------------ | ------ | ---------------------------------- |
| 1   | Gardien   | Rüştü Reçber       | 10 mai 1973              | 79     | Fenerbahçe                         |
| 2   | Défenseur | Fatih Sonkaya      | 1er juillet 1981         | 1      | Roda JC                            |
| 3   | Défenseur | Bülent Korkmaz(c)  | 24 novembre 1968         | 84     | Galatasaray Spor Kulübü (football) |
| 4   | Défenseur | Fatih Akyel        | 26 décembre 1977         | 53     | Fenerbahçe                         |
| 5   | Défenseur | Alpay Özalan       | 29 mai 1973              | 77     | Aston Villa                        |
| 6   | Défenseur | Ergün Penbe        | 17 mai 1972              | 34     | Galatasaray Spor Kulübü (football) |
| 7   | Milieu    | Serkan Balcı       | 22 août 1983             | 0      | Gençlerbirliği                     |
| 8   | Milieu    | Volkan Arslan      | 29 août 1978             | 3      | Kocaelispor                        |
| 9   | Attaquant | Tuncay Şanlı       | 16 janvier 1982          | 0      | Fenerbahçe                         |
| 10  | Attaquant | Yıldıray Baştürk   | 24 décembre 1978         | 28     | Bayer Leverkusen                   |
| 11  | Attaquant | Nihat Kahveci      | 23 novembre 1979         | 21     | Real Sociedad                      |
| 12  | Gardien   | Ömer Çatkıç        | 15 octobre 1974          | 10     | Gaziantepspor                      |
| 13  | Défenseur | Ahmet Yıldırım     | 25 avril 1974            | 1      | Beşiktaş                           |
| 14  | Défenseur | Deniz Barış        | 2 juillet 1977           | 2      | Gençlerbirliği                     |
| 15  | Défenseur | İbrahim Üzülmez    | 10 mars 1974             | 4      | Beşiktaş                           |
| 16  | Attaquant | Okan Yılmaz        | 16 mai 1978              | 1      | Bursaspor                          |
| 17  | Défenseur | Servet Çetin       | 17 mars 1981             | 1      | Fenerbahçe                         |
| 18  | Attaquant | Hüseyin Kartal     | 1er janvier 1982         | 0      | Ankaragücü                         |
| 19  | Attaquant | Necati Ateş        | 3 janvier 1980           | 0      | Adanaspor                          |
| 20  | Milieu    | Selçuk Şahin       | 31 janvier 1981          | 0      | İstanbulspor                       |
| 21  | Milieu    | İbrahim Toraman    | 20 novembre 1981         | 0      | Gaziantepspor                      |
| 22  | Milieu    | Gökdeniz Karadeniz | 11 janvier 1980          | 2      | Trabzonspor                        |
| 23  | Gardien   | Murat Şahin        | 4 février 1976           | 0      | Adanaspor                          |

## Navigation